# Finská liga ledního hokeje 1974/1975
1974/1975 byla 44. ročníkem SM-sarja a poslední sezóna pod názvem SM-sarja. O rok později byla liga přejmenována na SM-liiga. Zúčastnilo se deset týmů, vítězem ligy se stal tým Tappara Tampere.

## Sezóna
|     | Tým              | Z  | V  | R | P  | Skóre   | Body |
| --- | ---------------- | -- | -- | - | -- | ------- | ---- |
| 1.  | Tappara Tampere  | 36 | 26 | 7 | 3  | 200:98  | 59   |
| 2.  | Helsingfors IFK  | 36 | 22 | 4 | 10 | 189:140 | 48   |
| 3.  | Ilves Tampere    | 36 | 18 | 5 | 13 | 172:132 | 41   |
| 4.  | Jokerit Helsinky | 36 | 18 | 4 | 14 | 174:128 | 40   |
| 5.  | TPS Turku        | 36 | 15 | 4 | 17 | 153:156 | 34   |
| 6.  | Lukko Rauma      | 36 | 14 | 6 | 16 | 138:163 | 34   |
| 7.  | KooVee           | 36 | 14 | 3 | 19 | 140:137 | 31   |
| 8.  | Ässät Pori       | 36 | 11 | 7 | 18 | 132:151 | 29   |
| 9.  | Saimaan Pallo    | 36 | 9  | 5 | 22 | 103:204 | 23   |
| 10. | TuTo Hockey      | 36 | 8  | 5 | 23 | 114:206 | 21   |